# Championnat (catch)
 (mai 2010).
Si vous disposez d'ouvrages ou d'articles de référence ou si vous connaissez des sites web de qualité traitant du thème abordé ici, merci de compléter l'article en donnant les références utiles à sa vérifiabilité et en les liant à la section « Notes et références ».
 (mai 2010).
- Si vous ne connaissez pas le sujet, laissez ce bandeau (vous pouvez alors contacter les auteurs).
- Si vous supprimez le contenu mis en cause (vous pouvez préalablement contacter les auteurs),

argumentez précisément cette suppression dans la page de discussion
(un manque de référence n'est pas un argument ; une recherche réelle de référence doit avoir été effectuée, être formellement documentée).
Un championnat est une compétition mettant aux prises plusieurs catcheurs (lutteurs professionnels) dans le but de désigner un champion. Par extension, il peut aussi désigner la reconnaissance (ou « titre ») attribuée par les fédérations de catch sous forme de ceintures, appelées ceintures de champion ou de championnat. Les règnes sont déterminés par des combats dans lesquels les compétiteurs sont impliqués au travers de rivalités scénarisées.

## Histoire
De par sa nature de sport avec une dimension scénique, un championnat de catch est une compétition dont le promoteur de l'évènement désigne le futur champion.
La plupart des fédérations de catch possède son propre titre majeur et certaines en ont des secondaires en plus. Généralement, chaque fédération reconnaît la légitimité de ses propres titres uniquement, bien que des promotions croisées aient parfois lieu. Lorsqu’une promotion en englobe ou rachète une autre, les titres de la défunte peuvent être toujours défendus dans la fédération active ou être mis hors service, le plus souvent au travers d’une unification de titres.
En coulisses, les bookers (scénaristes) de la compagnie choisissent les champions potentiels parmi les lutteurs les plus doués, ou ceux qui semblent générer un intérêt certain de la part des fans à la suite d'un évènement spécifique ou d'un spectacle télévisé par exemple. Les titres moins prestigieux peuvent aussi être utilisés pour des lutteurs présentant un réel potentiel, leur permettant ainsi une meilleure exposition ou un gain de popularité auprès du public. D’autres facteurs entrent cependant en compte dans le choix des prétendants : le calibre des lutteurs ou encore la fréquence et les modalités de changement des titres dictent la perception de celui-ci par le public qui lui attribue par conséquent plus ou moins de cachet : un titre qui change souvent de mains et souvent entre des lutteurs d'entrée de carte, en imposera moins qu'un titre défendu uniquement entre des lutteurs de tête d'affiche et lors de réunions prestigieuses.
Le palmarès d’un catcheur est essentiel dans sa carrière : il témoigne de ses capacités professionnelles, de ses performances catchesques et de son pouvoir d’interaction avec le public. Les catcheurs les plus titrés sont alors considérés comme des légendes : c’est le cas du lutteur américain Ric Flair, qui a remporté de nombreux championnats du monde poids-lourds au fil des décennies ; ou du japonais Ultimo Dragon, qui a été le seul lutteur à détenir 10 titres simultanément.

## Apparence des ceintures
Les ceintures de catch suivent le même modèle que celles utilisées en boxe ou dans d’autres sports de combat comme les MMA. Elles sont élaborées à partir de larges plaques d’or et d’autres métaux précieux sur lesquelles on peut lire le nom du titre ainsi que la fédération, le tout supporté par une large lanière de cuir le plus souvent doublée. Ces plaques de métal sont souvent accompagnées de petites plaquettes latérales à portée décorative, ou télévisuelle lorsqu'elles sont ornées du logo de la fédération. Les couleurs et les modèles varient ensuite en fonction des promotions.
De 2002 à 2016, tous les titres de la WWE, à l’exception du Championnat par équipe et du Championnat intercontinental, comportaient également une bannière gravée du nom de l’actuel tenant du titre. Cette nouveauté suit le style du Championnat de la NWA des années 1980, devenu plus tard la principale ceinture de la WCW. Ainsi, lorsque les titres majeurs de la WCW et de la WWE ont été unifiés pour devenir le Championnat incontesté de la WWE, la nouvelle ceinture incluait cette bannière gravée au nom du champion.
La TNA a aussi changé plusieurs fois le design de son Championnat du monde poids-lourds. Le titre X-Division, lui, ne comporte pas de bannière au nom de son détenteur.

## Conditions de victoire
Les conditions d’obtention d’un titre sont liées au type de match dans lequel il est joué. En général, il s’agit d’un match simple dans lequel seul le compte de trois et l’abandon permettent au challenger de remporter la ceinture (dans le cas d’une disqualification, d’un décompte extérieur ou d’un match nul, le champion conserve son titre malgré sa défaite). Mais ces conditions peuvent varier en fonction du style de match : il peut falloir, par exemple, décrocher la ceinture suspendue à un câble au-dessus du ring dans le cas d’un Match de l'échelle.

## Cas des champions blessés
Le sort d’un titre dépend des conditions dans lequel se trouve le champion et de l’importance du titre pour la fédération : Gregory Helms a conservé le Championnat des poids-moyens de la WWE alors qu’il était écarté des rings pour se remettre d’une blessure, mais ce titre n’était pas très important aux yeux de la compagnie.
Le champion peut cependant être forcé de déclarer vacant son titre si celui-ci est important et que la blessure est trop sévère. Cas exceptionnel : celui de Shane Douglas, Champion du monde poids-lourds de l’ECW en 1998. Les cas récents de Daniel Bryan à la WWE en sont de très bons exemples, à deux reprises, ce dernier fût contraint d'abandonner le titre de WWE World Heavyweight Champion à la suite d'une blessure à la nuque en 2014, puis pour la même raison en 2015 avec le titre de WWE Intercontinental Champion.

## Différentes classifications
Les titres de catch peuvent être classés en différentes catégories, chacune désignant un niveau variable d’importance de celui-ci.

### Championnats majeurs
Les championnats les plus communs sont régionaux. La plupart des fédérations nationales revendiquent un Championnat du monde poids-lourds, ou quelque chose d’un statut similaire, qui est toujours placé en première position au sein de la promotion. Ces fédérations ont parfois d’autres championnats d’importance nationale ou internationale en guise de championnats secondaires.

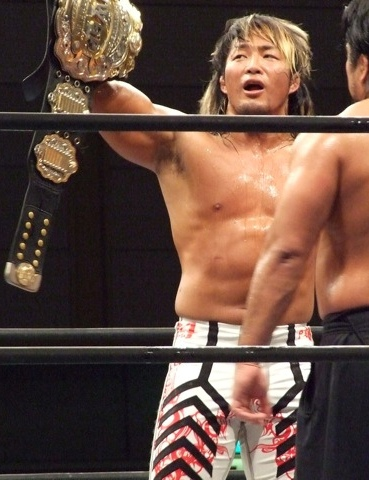
Hiroshi Tanahashi (NJPW) avec l'IWGP Heavyweight Championship.

Exemples de championnats poids-lourds majeurs (ceux en gras sont actuellement actifs) :
| Titre                                            | Fédération | Création  |
| ------------------------------------------------ | ---------- | --------- |
| AAA World Heavyweight Championship               | AAA        | 2007      |
| AEW World Championship                           | AEW        | 2019      |
| AJPW Triple Crown Heavyweight Championship       | AJPW       | 1989      |
| AWA World Heavyweight Championship               | AWA        | 1960–1990 |
| CMLL World Heavyweight Championship              | CMLL       | 1933      |
| CZW World Heavyweight Championship               | CZW        | 1999      |
| FWE Heavyweight Championship                     | FWE        | 2011      |
| GHC Heavyweight Championship                     | NOAH       | 2001      |
| Impact World Championship                        | Impact !   | 2007      |
| IWGP Heavyweight Championship                    | NJPW       | 1987      |
| NWA World Heavyweight Championship               | NWA        | 1948      |
| NXT Championship                                 | WWE        | 2012      |
| OVW Heavyweight Championship                     | OVW        | 1997      |
| PWG World Championship                           | PWG        | 2003      |
| ROH World Championship                           | ROH        | 2002      |
| WCW World Heavyweight Championship               | WCW        | 1991–2001 |
| WCW International World Heavyweight Championship | WCW        | 1993–1994 |
| World Heavyweight Championship (WWE)             | WWE        | 2002–2013 |
| Undisputed WWE Championship                      | WWE        | 1963      |
| WWE Universal Championship                       | WWE        | 2016–2024 |
| WWE World Heavyweight Championship               | WWE        | 2023      |

Exemples de championnats nationaux ou internationaux (ceux en gras sont actuellement actifs) :

### Valeur Nationales
- WWE United States Championship
- NXT UK Championship
- IWGP United States Heavyweight Championship
- AAA Latin American Championship

### Valeur Internationales
- WWE Intercontinental Championship
- WWE European Championship
- IWGP Intercontinental Championship
- NWA North American Heavyweight Championship
- NXT North American Championship
- AEW International Championship
- AEW Continental Championship

### Championnats secondaires
- AEW TNT Championship
- TNA X Division Championship
- ROH World Television Championship

Les plus petites promotions choisissent souvent de ne pas revendiquer de titre mondial puisque leur portée se limite à une zone spécifique. Dans ces fédérations, un titre national, un titre d’état ou un autre titre plus régional sera considéré comme majeur.
Exemples de championnats d’état ou régionaux :
- ECW Maryland Championship
- ECW Pennsylvania Championship

### Championnats par catégorie de poids
L’une des autres classifications les plus communes se base sur les catégories de poids. Généralement, les fédérations de catch préfèrent avoir un Championnat poids-lourds comme titre majeur, puis des championnats avec d’autres désignations comme « Cruiserweight » ou « Middleweight ». Bien que les catégories de poids soient différentes de celles utilisées en boxe, ces titres sont considérés comme équivalents aux classes de boxe. Les fédérations utilisent le plus souvent une seule classification inférieure aux poids-lourds mais certaines en ont plusieurs. Lors de la montée du catch britannique, le Comité de Mountevans (l’organe de direction qui a instauré les règles du catch) a créé 7 catégories de poids officielles :

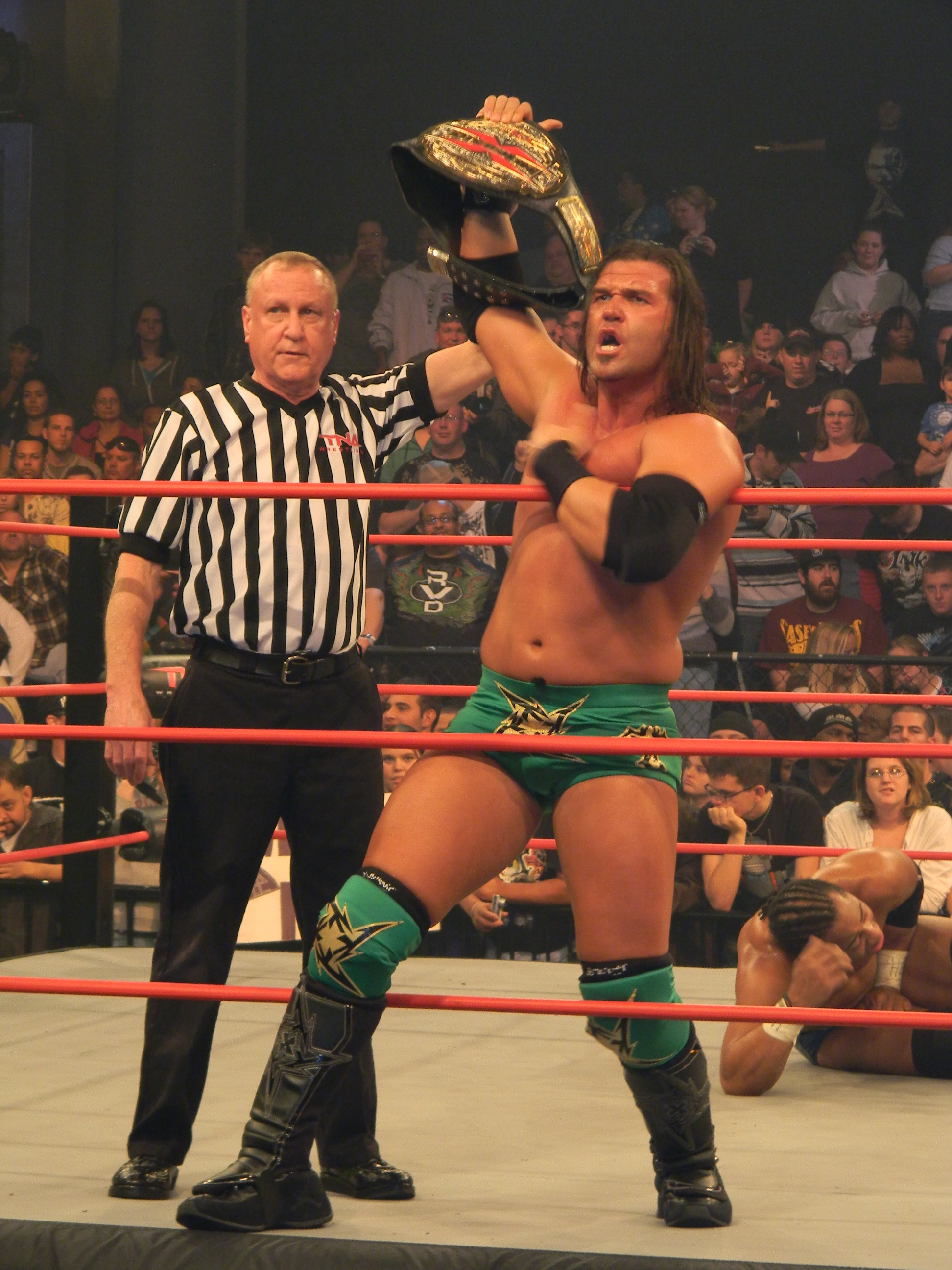
Kazarian (TNA) avec le X-Division Championship.

- Lightweight : en dessous de 70 kilos
- Welterweight : en dessous de 75 kilos
- Middleweight : en dessous de 80 kilos
- Heavy Middleweight : en dessous de 85 kilos
- Light Heavyweight : en dessous de 90 kilos
- Mid-heavyweight : en dessous de 95 kilos
- Heavyweight : à partir de 96 kilos

Certains champions sont appelés à compter des règnes dans plusieurs catégories au fil de leur carrière.
Exemples de championnats par catégorie de poids (ceux en gras sont actuellement actifs) :
- NXT Cruiserweight Championship (en dessous de 100 kilos)
- WWE Cruiserweight Championship (en dessous de 100 kilos)
- WWF Light Heavyweight Championship (en dessous de 98 kilos)
- TNA X Division Championship (en dessous de 103 kilos)
- CZW World Junior Heavyweight Championship (en dessous de 100 kilos)
- IWGP Junior Heavyweight Championship (en dessous de 100 kilos)
- AAA World Cruiserweight Championship (en dessous de 100 kilos)

Il est à noter que depuis la retraite du WWE Cruiserweight Championship, la notion de championnats par catégorie de poids semble disparaître des scènes de catch grand public et subsister plutôt sur le circuit indépendant. Le catch japonais est cependant réputé pour conserver les racines du sport de combat et maintient des divisions de poids strictes, principalement Junior Heavyweight et Heavyweight.

### Championnats féminins
Le sexe du lutteur joue parfois un rôle dans la classification des titres. Pour les ceintures spécifiques d’un genre, le terme Women’s est très souvent inclus dans le nom. Puisque le catch est une discipline à dominante masculine, seuls les championnats féminins sont officiellement désignés et restreints par le sexe des lutteurs. De façon générale, seuls les hommes sont autorisés à remporter les titres sans désignation de genre, Chyna étant une exception puisqu’elle a battu Jeff Jarrett en 1999 pour devenir Championne intercontinentale de la WWE. Bien entendu, dans les promotions qui ne comptent que des athlètes féminines (comme la (en) Women of Wrestling ou la (en)SHIMMER Women Athletes), la classification des titres par sexe n’est pas utilisée.
Le comédien Andy Kaufman a utilisé la classification par genre à son avantage en organisant une compétition intergenre dans un show de catch unique. Il s’est ainsi déclaré lui-même « Champion du monde intergenre » et offrait 1 000 dollars à la femme qui parviendrait à le battre sur le ring. Aucune n’y est parvenue de son vivant mais depuis, des victoires de femmes sur des hommes ont eu lieu dans des fédérations telles que la WCW ou la WWE.
La World Wrestling Entertainment considère ses deux titres féminins comme des titres mondiaux féminins.
Exemples de championnats par genre (ceux en gras sont actuellement actifs) :
- WWE Women's Championship
- WWE Women's World Championship
- WWE Divas Championship
- WWE Women's Championship (1956-2010)
- Impact Knockouts Championship
- NWA World Women's Championship
- Shimmer Championship
- OVW Women's Championship
- AAA Reina de Reinas Championship
- WCW Women's Championship
- NXT Women's Championship
- NXT UK Women's Championship
- AEW Women’s World Championship
- AEW TBS Championship
- NXT Women's North American Championship
- WWE Women's United States Championship
- WWE Women's Intercontinental Championship

### Championnats liés à un style de catch

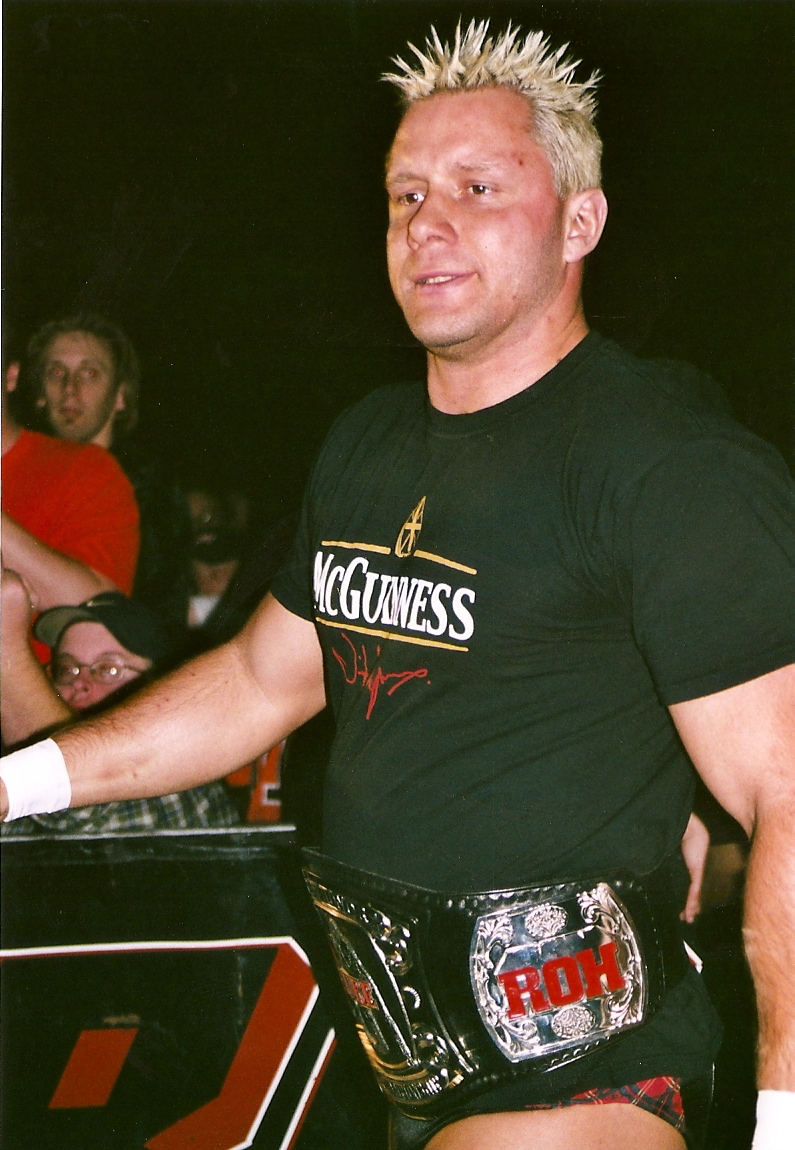
Nigel McGuinness (ROH) avec le Pure Championship.

Certains championnats sont basés sur un style de combat particulier. Dans ce type de classification, le champion est considéré comme le catcheur le plus habile dans un style de match spécifique.
Les titres liés au style de catch prennent des formes variées, la plus commune étant le Hardcore Championship qui promeut l’abolition des règles traditionnelles en faveur de l’utilisation d’armes et des effusions de sang. Une autre variation fréquemment rencontrée est le Television Championship qui implique des défenses de titre plus fréquentes et une particularité : la ceinture ne peut changer de mains que lors d’un show télévisé (par opposition aux autres titres habituellement rejoués en évènement live vidéodiffusé en Pay-Per-View) au cours d’un match de 15 minutes maximum. Avec la fondation de fédération qui diffusent leurs shows sur le net, on a également vu la création de « Internet Championship » comme à Defiant Wrestling. Les matchs de ce championnat sont diffusés gratuitement sur des plateformes de streaming, notamment Youtube.
On rencontre d’autres formes très différentes de titres liés à un style de catch : le Pure Championship se concentre sur le catch au sol et la technique, tandis que le Championnat de la X-Division prône les combats rythmés et la haute voltige (bien qu’il n’y ait aucune réelle règle pour les matchs de la X-Division).
Exemples de championnats liés à un style de catch (ceux en gras sont actuellement actifs) :
- WWE Hardcore Championship
- WCW World Television Championship
- WCW Hardcore Championship
- ECW World Television Championship
- ROH World Television Championship
- ROH Pure Championship
- TNA X Division Championship
- TNA King of the Mountain Championship
- OVW Television Championship
- WWE 24/7 Championship
- AEW TNT Championship
- AEW TBS Championship
- WWE Speed Championship
- WWE Speed Women's Championship

### Championnats par équipe

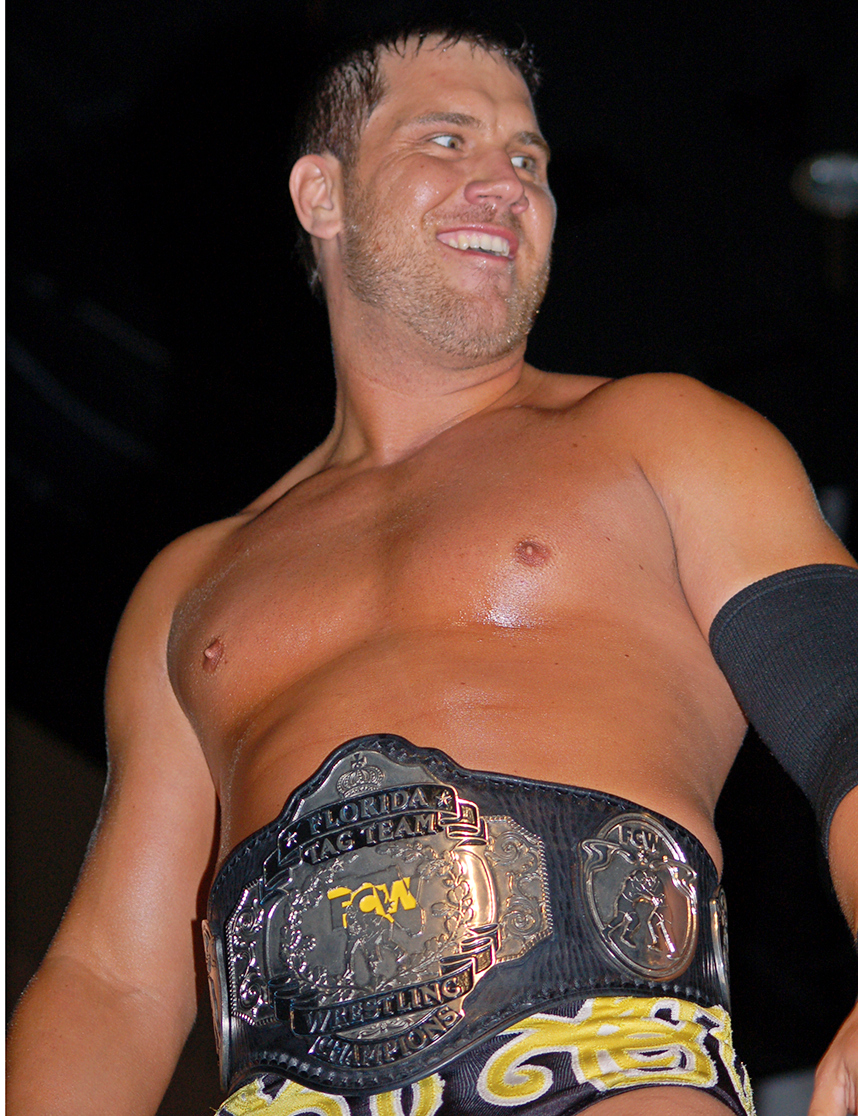
Michael McGillicutty avec le FCW Florida Tag Team Championship.

Les championnats par équipe sont une autre sorte de titres de catch. La forme la plus commune de ce championnat est le 2-contre-2, souvent implicitement entendue dans l’appellation « Tag Team Championship ». Il existe cependant d’autres formats comme le 3-contre-3 ou le 4-contre-4, mais ces spécificités sont souvent explicites dans le nom du championnat afin de les différencier du traditionnel duo.
Exemples de championnats par équipe (ceux en gras sont actuellement actifs) :
- WWE World Tag Team Championship (1971-2010)
- Undisputed WWE Tag Team Championship
  - WWE Tag Team Championship
  - WWE World Tag Team Championship
- ROH World Tag Team Championship
- Impact ! World Tag Team Championship
- NWA World Tag Team Championship
- IWGP Tag Team Championship
- GHC Tag Team Championship
- PWG World Tag Team Championship
- WCW World Tag Team Championship
- ECW World Tag Team Championship
- AWA World Tag Team Championship
- AAA World Tag Team Championship
- OVW Southern Tag Team Championship
- NXT Tag Team Championship
- NXT UK Tag Team Championship
- AEW World Tag Team Championship

Exemple de ceintures par équipe de trois :
- AAA World Trios Championship
- Lucha Underground Trios Championship
- NEVER Openweight Six-Man Tag Team Championship
- CMLL World Trios Championship
- IWRG Intercontinental Trios Championship
- WCW World Six Man Tag Team Championship
- ROH World Six-Man Tag Team Championship
- AEW World Trios Championship

Il arrive que les championnats par équipe soient combinés à des classifications de région, de poids, de style de catch ou de genre pour encore les distinguer. Dans ce cas, les titres par équipe mondiaux sont considérés comme majeurs par rapport aux autres.
Exemples de championnats par équipe modifiés (ceux en gras sont actuellement actifs) :
- NWA North American Tag Team Championship
- NWA Tri-States Tag Team Championship
- WCW United States Tag Team Championship
- Impact Knockout Tag Team Championship
- WCW Cruiserweight Tag Team Championship
- IWGP Junior Heavyweight Tag Team Championship
- GHC Junior Heavyweight Tag Team Championship
- All Asia Tag Team Championship
- WWE Women's Tag Team Championship
- NXT Women's Tag Team Championship

### Titres non officiels
Ce concept est utilisé principalement pour les storylines. Les titres non officiels sont revendiqués par leur détenteur et parfois défendus, mais ils ne bénéficient d’aucune reconnaissance de championnat de la part de la fédération qui les héberge.
Exemples de titres non officiels :

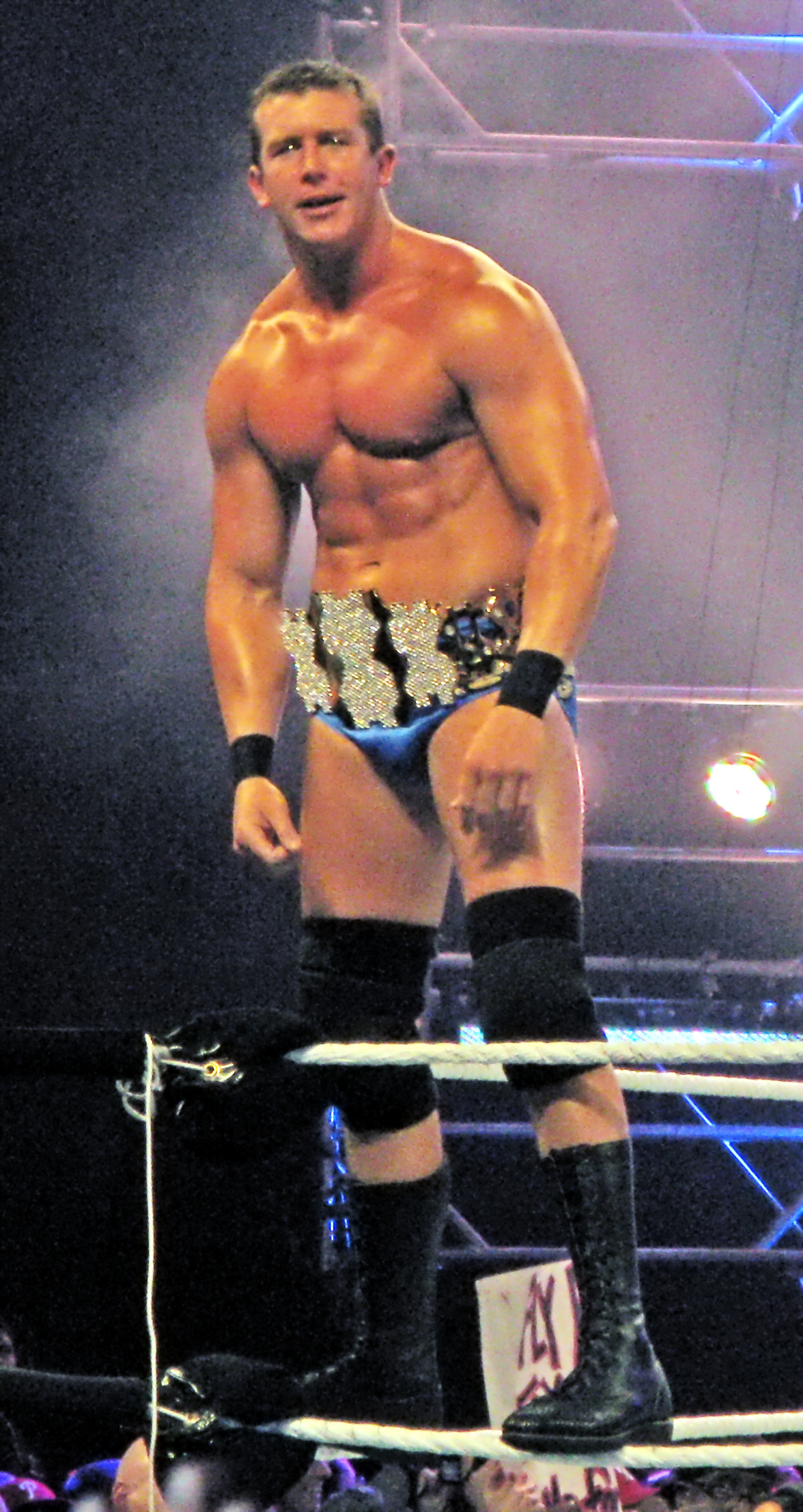
Ted DiBiase (WWE) avec le Million Dollar Championship.

- le Million Dollar Championship de Ted DiBiase Sr à la WWF, puis de son fils à la WWE[12].
- le « Fuck the World » Heavyweight Championship de Taz à la ECW[13], puis de Hook à la AEW.
- l’Australian Heavyweight Championship de la S.E.X. à la TNA.
- la Big Gold Belt (en) apportée par Ric Flair à la WWF lorsqu’il s’est autoproclamé « véritable champion du monde ».
- le WWE Internet Championship de Zack Ryder.
- le ROH Undisputed World Intergender Heavyweight Tag Team Championship inventé par Larry Sweeney lors du show Transform pour Chris Hero et Sara Del Rey.
- le TNA World Beer Drinking Championship de James Storm.
- le Tag Team Championship of the Universe des Headbangers à la WWF.
- le TNA Legends Championship introduit par Booker T en 2008 pour lequel il s’était autoproclamé champion.

Ce dernier exemple est un cas rarissime de titre non officiel qui a été plus tard reconnu par la fédération.
- le ROH Real World Championship, introduite par Jay Briscoe lors de Glory by Honor XII.

Un catcheur peut aussi remporter un titre officiel et le rebaptiser ou revoir son apparence, pour la durée de son règne voire pour en faire le nouveau titre officiel.
Exemples de titres repensés par un de leurs détenteurs :
- Lance Storm a rebaptisé trois de ses titres (pour la durée de son règne) à la WCW : le 100 Kilos and Under Championship (World Cruiserweight Championship), le Canadian Heavyweight Championship (United States Heavyweight Championship) et le Saskatchewan Hardcore International Title (Hardcore Championship)[15].
- Stone Cold Steve Austin et Edge ont revu le design de leur ceinture pour la durée de leur règne, ce qui a donné la Smoking Skull Belt[16]. et la Rated-R Spinner Belt
- Ric Flair, John Cena et The Rock ont tous trois introduit un nouveau design, respectivement la Big Gold Belt pour le WCW World Heavyweight Championship, la Spinner Belt, en 2005, et la Big Logo Belt, en 2013, qui est toujours d'actualité pour le WWE Championship.